# Verbena bracteata
Verbena bracteata là một loài thực vật có hoa trong họ Cỏ roi ngựa. Loài này được Cav. ex Lag. & Rodr. miêu tả khoa học đầu tiên năm 1801.